# فرودگاه الیستا
فرودگاه الیستا (به روسی: Элиста) فرودگاهی بین‌المللی و عمومی واقع در الیستا در کشور روسیه است که توسط دولت روسیه اداره می‌شود.

## شرکت‌های هواپیمایی و مقصدهای پروازی
| شرکت‌های هواپیمایی | مقصدهای پروازی       |
| ----------------- | -------------------- |
| RusLine           | دوموده‌دوو فصلی: سوچی |